# World Series 1980
Le World Series 1980 sono state la 77ª edizione della serie di finale della Major League Baseball al meglio delle sette partite tra i campioni della National League (NL) 1980, i Philadelphia Phillies, e quelli della American League (AL), i Kansas City Royals. A vincere il loro primo titolo furono i Phillies per quattro gare a due.
I Phillies erano l'ultima franchigia delle original sixteen a non avere ancora conquistato le World Series. Il loro terza base Mike Schmidt fu premiato come MVP. L'ultima squadra della città di Filadelfia ad avere conquistato il titolo erano stati gli Athletics nel 1930, esattamente mezzo secolo prima. In seguito gli A's si sarebbero trasferiti prima a Kansas City e poi ad Oakland.

## Sommario
Philadelphia ha vinto la serie, 4-2.
| Gara | Data       | Punteggio                                                     | Stadio           | Tempo | Pubblico |
| ---- | ---------- | ------------------------------------------------------------- | ---------------- | ----- | -------- |
| 1    | 14 ottobre | Kansas City Royals – 6, Philadelphia Phillies – 7             | Veterans Stadium | 3:01  | 65.791   |
| 2    | 15 ottobre | Kansas City Royals – 4, Philadelphia Phillies – 6             | Veterans Stadium | 3:01  | 65.775   |
| 3    | 17 ottobre | Philadelphia Phillies – 3, Kansas City Royals – 4 (10 inning) | Royals Stadium   | 3:19  | 42.380   |
| 4    | 18 ottobre | Philadelphia Phillies – 3, Kansas City Royals – 5             | Royals Stadium   | 2:37  | 42.363   |
| 5    | 19 ottobre | Philadelphia Phillies – 4, Kansas City Royals – 3             | Royals Stadium   | 2:51  | 42.369   |
| 6    | 21 ottobre | Kansas City Royals – 1, Philadelphia Phillies – 4             | Veterans Stadium | 3:00  | 65.838   |

## Hall of Famer coinvolti
- Phillies: Steve Carlton, Mike Schmidt
- Royals: John Schuerholz (GM), George Brett